# Bouzincourt

Bouzincourt este o comună în departamentul Somme, Franța. În 1 ianuarie 2022 avea o populație de 536 de locuitori.